# 水文地質学
水文地質学（すいもんちしつがく、英: hydrogeology）は、地球の地殻を構成する土壌や岩石（一般的には帯水層）に含まれる地下水の振る舞いおよび分布を対象とする地質学の一分野。
英語では geohydrology（地下水学） の語がしばしば互換的に用いられる。当学問分野を主に地質学（geohydrology）に応用する水文学者あるいは技術者と、水文学（hydrogeology）に応用する地質学者との間で、使用する用語に若干の差異が存在する。